# جيمس جونستون ثورنتون
جيمس جونستون ثورنتون (بالإنجليزية: James Johnston Thornton)‏ هو محامي وقاضي أمريكي، ولد في 24 نوفمبر 1816، وتوفي في 1882.